# Skoky do vody na mistrovství Evropy v plaveckých sportech 1989
Závody v skocích do vody na mistrovství Evropy v plaveckých sportech za rok 1989 proběhly v Bonnu, Západní Německo ve dnech 13. až 20. srpna 1989.

## Československá stopa
Na tomto mistrovství Evropy Československo nemělo ve skocích do vody zastoupení.

## Výsledky
| Muži              | Zlato                  | Zlato  | Stříbro                  | Stříbro | Bronz                      | Bronz  |
| ----------------- | ---------------------- | ------ | ------------------------ | ------- | -------------------------- | ------ |
| Skoky z 1 m prkna | Edwin Jongejans (NED)  | 394,08 | Valerij Stacenko (URS)   | 378,24  | Alexandr Hladčenko (URS)   | 363,24 |
| Skoky z 3 m prkna | Albin Killat (FRG)     | 672,75 | Alexandr Hladčenko (URS) | 666,42  | Jan Hempel (GDR)           | 663,84 |
| Skoky z 10 m věže | Giorgi Čogovadze (URS) | 639,69 | Jan Hempel (GDR)         | 578,43  | Vladimir Timošinin (URS)   | 572,40 |
| Ženy              | Zlato                  | Zlato  | Stříbro                  | Stříbro | Bronz                      | Bronz  |
| Skoky z 1 m prkna | Irina Lašková (URS)    | 278,46 | Brita Baldusová (GDR)    | 267,24  | Marina Babkovová (URS)     | 216,00 |
| Skoky z 3 m prkna | Marina Babkovová (URS) | 514,23 | Brita Baldusová (GDR)    | 510,72  | Svetlana Alexejevová (URS) | 486,09 |
| Skoky z 10 m věže | Ute Wetzigová (GDR)    | 403,35 | Inga Afoninová (URS)     | 400,83  | Jana Eichlerová (GDR)      | 395,55 |

## Medailová bilance
Ve skocích do vody se rozdělilo celkem 6 sad medailí.
| Pořadí | Stát                   |       | Muži    | Muži  | Muži  |         | Ženy  | Ženy  | Ženy    |       | Muži + Ženy | Muži + Ženy | Muži + Ženy | Celkem |
| Pořadí | Stát                   | Zlato | Stříbro | Bronz | Zlato | Stříbro | Bronz | Zlato | Stříbro | Bronz |             |             |             | Celkem |
| ------ | ---------------------- | ----- | ------- | ----- | ----- | ------- | ----- | ----- | ------- | ----- | ----------- | ----------- | ----------- | ------ |
| 1.     | Sovětský svaz (URS)    |       | 1       | 2     | 2     |         | 2     | 1     | 2       |       | 3           | 3           | 4           | 10     |
| 2.     | Východní Německo (GDR) |       | 0       | 1     | 1     |         | 1     | 2     | 1       |       | 1           | 3           | 2           | 6      |
| 3.     | Západní Německo (FRG)  |       | 1       | 0     | 0     |         | 0     | 0     | 0       |       | 1           | 0           | 0           | 1      |
| 3.     | Nizozemsko (NED)       |       | 1       | 0     | 0     |         | 0     | 0     | 0       |       | 1           | 0           | 0           | 1      |
| Celkem | Celkem                 |       | 3       | 3     | 3     |         | 3     | 3     | 3       |       | 6           | 6           | 6           | 18     |